# José Marín Cañas
José Marín Cañas (San José, 1904-1980) fue un escritor costarricense. En el transcurso de su vida fue comerciante, empresario, agricultor y ganadero, además de músico y periodista. Durante su vida, ganó los premios Magón, García Monge y Pío Víquez. Fundó el periódico La Hora, que el mismo dirigió. En este medio, utilizando un seudónimo, publicó por entregas su primera novela, El infierno verde, una crónica novelada de la guerra entre Bolivia y Paraguay en la región del Chaco. Pedro Arnáez, su segunda novela acerca de las vivencias de un trabajador minero, se publicó en 1942 y es considerada su mejor obra. Marín Cañas pertenece a una generación de escritores que incorpora cambios y renovaciones importantes en la literatura costarricense.

## Distinciones
- Gran Cruz de la Orden de Alfonso X el Sabio (1977)[1]